# 回帰熱
回帰熱（かいきねつ、relapsing fever）は、シラミまたはダニによって媒介される、スピロヘータの一種ボレリア Borrelia を病原体とする感染症の一種。発熱期と無熱期を数回繰り返すことからこの名がつけられた。

## 疫学
日本では、少なくとも統計が残っている1950年以降は患者は報告されていなかったが、2010年にウズベキスタンから帰国後に回帰熱に罹患した症例が、奈良県奈良市で初めて報告された。その後、2012年にも北アフリカのアルジェリア民主人民共和国に在住する在外日本人人男性が罹患した。
2013年に国立感染症研究所で、ライム病疑い患者血清の後ろ向き疫学調査を実施し、このうち発症後の有熱期に採血された2検体から B. miyamotoi DNAを検出した。Borrelia miyamotoi による回帰熱は、唯一硬ダニと呼ばれるマダニ科マダニ属 Ixodes により媒介される。本Borreliaによる感染は2011年にロシア連邦で初めて報告され、その後も北ヨーロッパ、北アメリカで感染報告が相次いでいる。「古くて新しい感染症」として、注目を浴びている疾患である。
マダニ媒介による感染症である、ライム病と共感染していることがある。2013年ライム病感染患者血清の遡及調査により、日本でも2例のB.miyamotoi による回帰熱感染が確認された。

## 臨床像
シラミ媒介性回帰熱
ボレリアが病原体。
流行地域は限定的で、中央アフリカおよび東アフリカの山間部、南アメリカのアンデス山脈のみ。
- 難民キャンプや紛争地域で大流行を起こす傾向がある。
- シラミは、発熱期の患者（ヒトが宿主）を吸血することにより、感染する。
- 押し潰されたシラミから放出された病原体は、皮膚の擦過傷から侵入し、感染が成立する。病原体を保有しているだけのシラミは、感染を伝播しない。

ダニ媒介性回帰熱
アメリカ合衆国（グランドキャニオンを含むロッキー山脈）、アフリカ・アジア・ヨーロッパで流行。
- ダニは、媒介動物であるネズミ目（齧歯目）から病原体に感染する。
- ヒトへの感染は、ダニに咬まれた際にダニの唾液中、または排泄物中の病原体が、皮膚から速やかに侵入することにより成立する。従って、齧歯類が多数生息する山小屋での宿泊は、感染因子を高める。

## 病原体
回帰熱関連ボレリアのうち、少なくとも十数種が病原性を示すことが知られている。一部の例外を除き、多くの種が軟ダニと呼ばれるヒメダニ科ヒメダニ属 Ornithodoros により媒介される。
- Borrelia recurrentis :本種は現在知られる回帰熱関連ボレリアのうち、唯一シラミが媒介する。ダニ媒介性の回帰熱に比べ高い致命率（4〜40%）を持つ。
- B. hermsii
- B. turicatae
- B. parkeri
- B. mazzottii
- B. venezulenis
- B. duttonii
- B. crocidurae
- B. merionesi
- B. microti
- B. dipodilli
- B. persica
- B. caucasica
- B. latyschewii
- B. miyamotoi :1995年に北海道で発見された本種は、従来病原性不明であったが、2012年のロシアでの報告により新たに病原性が示唆された。また、この種は例外的に硬ダニと呼ばれるマダニ科マダニ属 Ixodes により媒介される[8]。

## 症状
上述の通り、発熱期と無熱期を数回繰り返すことが最大の特徴である。
発熱期
敗血症によって発熱（〜40℃）し、頭痛、筋肉痛、関節痛、黄疸、全身倦怠感、咳嗽、点状出血、紫斑を訴える。合併症として髄膜炎、結膜炎、肝炎、脾臓破裂、心筋炎、大葉性肺炎などを併発することもある。発熱期は3〜7日程度続き、その後無熱期に移行する。
無熱期
解熱と共に血中の菌が検出されなくなる特徴がある。この期間中の症状としては発汗、倦怠感、時に低血圧症や斑点状丘疹をみることもある。5〜7日程度で再び発熱期に入る。
その他の症状
肝機能障害、心筋炎、脳出血、脾腫、大葉性肺炎などを併発することがある。
免疫不全を伴う患者では髄膜炎を併発することがある。
致死率と死因
致死率は治療を行わない場合で数〜30%程度とかなり高い。その際の死因としては不整脈を伴う心筋炎、脳出血、肝不全、解熱期の血圧低下、ショックなどが挙げられる。

## 治療
抗生物質による治療が有効で、状況によって薬剤を使い分ける。小児の場合はエリスロマイシンが推奨される。
- ヒメダニ媒介性の場合：テトラサイクリン
- マダニ媒介性の場合：ミノサイクリン、セフトリアキソン[4]、ドキシサイクリン、アモキシシリン、ベンジルペニシリンで治癒が確認されている。
- シラミ媒介性の場合：テトラサイクリンとエリスロマイシンの併用、若しくはドキシサイクリン

## 予防
抗菌薬の予防投与を行う事がある。感染予防を目的としたワクチンは、開発されていない。